# حرب أناستازيا
حرب أناستازيا هي حرب جرت بين الإمبراطورية الرومانية الشرقية والإمبراطورية الساسانية من 502 إلى 506. كان هذا أول نزاع كبير بين القوتين منذ عام 440، وسيكون مقدمة لسلسلة طويلة من الصراعات المدمرة بين الإمبراطوريتين خلال القرن المقبل.

## تمهيد
ثمَّة عدة عوامل أدَّت إلى إنهاء أطول فترة سلام تمتعت بها الإمبراطورية البيزنطية والإمبراطورية الساسانية. كان الملك الفارسي قباد بن فيروز قد احتاج إلى المال لتسديد ديونه إلى الهياطلة الذين ساعدوه في استعادة عرشه بين عامي 498/499. وقد تفاقم الوضع بفعل التغيرات الأخيرة في مجرى نهر دجلة في بلاد الرافدين السفلى، الأمر الذي أدى إلى حدوث المجاعات والفيضانات. وحين رفض الإمبراطور الروماني أناستاسيوس تقديم أي مساعدة، حاول الملك قباد كسب المال بالقوة.

## الحرب

### حملة قباد بن فيروز الأول عام 502
في عام 502، استولى قباد بسرعة على مدينة أرضروم التي لم تكن مستعدة لأي قتال، ولربما قد تم هذا بدعم محلي؛ إذ لم تكن المدينة تحت حماية أي من القوات العسكرية ولم تكن مُحصَّنة بشكل جيد. سقطت مدينة ميافارقين في نفس العام. ثم حاصر الملك قباد حصن مدينة آمد خلال فصلي الخريف والشتاء (502-503) وأسرها بعد حصار طويل، رغم أن القوات العسكرية لم تُرسل الدعم إلى المدافعين عن المدينة. تم ترحيل العديد من الناس، وخاصةً سكان مدينة آمد، إلى مدينتي بارس وخوزستان في بلاد فارس، وإلى مدينة أرجان الحديثة.

### حملة أناستازيوس عام 503 وهجوم الملك قباد الأول
أرسل الإمبراطور البيزنطي أناستاسيوس الأول جيشه في مايو عام 503 للقتال ضد الساسانيين. شكَّل هذا الجيش أكبر قوة رومانية في الشرق منذ غزو يوليان المرتد لبلاد فارس. وقد تجمَّعت القوة في مدينتي الرها وسامسات. مقسمة إلى ثلاث فرق تحت قيادة أريوبيندوس وباتريسيوس و هيباتيوس، أبرز القادة العسكريين والإستراتيجيوس. هاجم هيباتيوس وباتريسيوس مدينة آمد التي كانت مُحصنة بثلاث آلاف جندي. قام كل من أريوبيندوس و رومانوس وزعيم قبائل العرب أسوداس (أسود) (من المرجح أنه كان قائد مملكة كندة) بشنّ الهجوم على مدينة نصيبين، التي كانت تحت حكم قباد الأول. ذكر بروكوبيوس أيضًا انضمام القائد سيلير إليهم أيضًا. ومن الضباط البارزين ممن قاتل إلى جانب هذه المجموعة كان: الساتراب أبيون (المصري)، والرفيق جستين الأول (الحاكم المستقبلي)، وباتريسيوس وابنه فيتاليان (الذي ثار لاحقًا ضد أناستاسيوس)، والكولشيان فاريسمانيس، والقوطي بيساس.
في البداية، نال أريوبيندوس السلطة العليا في نيسيبيس، لكن الهجوم المضاد الذي قام به قباد الأول قد تغلب عليه، إلى جانب نهب حصنه في أبادنا، وأجبره على التراجع غربًا؛ وقد حاول كل من هيباتيوس وباتريسيوس مساعدته، لكنهما تأخرا كثيرًا. فقد فشلا في الانضمام إلى أريوبندوس وهُزما بشكل حاسم في موقع بين أبادنا وتل بشمي وتراجعا إلى ساموسات. وفقًا لرأي زكريا، فقد عانى فرسان الخيالة أثناء التراجع وكانوا يسقطون من أعالي المنحدرات الجبلية. استمر قباد بالتوجه غربًا إلى كونستانتيا ولكنه فشل في الاستيلاء عليها، رغم أنه تلقى إمدادات وفيرة من سكانها. في أوائل سبتمبر، وصل قباد إلى قرب مدينة الرها. رفض أريوبندوس طلب قباد الأول بإعطائه حوالي 10000 رطل (4500 كجم) من الذهب مقابل السلام. وقد احتلَّ الساسانيون والمناذرة الكثير من أراضي كونستانتيا ولكن محاولات مهاجمة المدينة المحصنة قد باءت بالفشل. في هذه الأثناء، هاجمت القوات البيزنطية مدينة آمد تحت قيادة بريسمان الذي قتل القائد الساساني جلونز عن طريق خدعة ماكرة قد دبَّرها. وقد أدَّى ذلك، إلى جانب غارات شعوب الهون ووصول تعزيزات بيزنطية وافتقار قباد الأول إلى الإمدادات، إلى إجباره على الانسحاب إلى بلاد فارس. ساهم هذا في شهرة مدينة الرها باعتبارها مديمة حصينة ومنيعة. في الوقت ذاته، هاجم دوق كونستانتيا ، تيمنتوتوس، المناذرة وهزمهم وهاجم أيضًا البيزنطيون العرب عاصمة المناذرة مدينة الحيرة.

### الأساسية
- Procopius؛ Dewing، H. B. (trans.). History of the Wars. Books I–II.

### الثانوية
- Greatrex، Geoffrey؛ Lieu، Samuel N. C. (2002). The Roman Eastern Frontier and the Persian Wars (Part II, 363–630 AD). New York, New York and London, United Kingdom: Routledge (Taylor & Francis). ISBN:0-415-14687-9. مؤرشف من الأصل في 2019-03-30.

1. ↑  SASANIAN DYNASTY – Encyclopaedia Iranica نسخة محفوظة 24 سبتمبر 2018 على موقع واي باك مشين.
2. ↑  Procopius. History of the Wars, I.7.1-2; Greatrex & Lieu 2002، صفحة 62.
3. ↑  Greatrex & Lieu 2002، صفحة 62.
4. ↑  Greatrex & Lieu 2002، صفحة 63.
5. ↑  A. Shapur Shahbazi, Erich Kettenhofen, John R. Perry, “DEPORTATIONS,” الموسوعة الإيرانية, VII/3, pp. 297-312, available online at http://www.iranicaonline.org/articles/deportations (accessed on 30 December 2012). نسخة محفوظة 5 فبراير 2021 على موقع واي باك مشين.
6. 1 2  Procopius of Caesarea (2007). History of the Wars: Books 1-2 (Persian War) (بالإنجليزية). Cosimo, Inc. pp. 61–63. ISBN:978-1-60206-445-4. Archived from the original on 2020-07-30.
7. ↑  Heather, Peter J. (2018). Rome Resurgent: War and Empire in the Age of Justinian (بالإنجليزية). Oxford University Press. p. 77. ISBN:978-0-19-936274-5.
8. ↑  Shahid, Irfan (1995). Byzantium and the Arabs in the Sixth Century (بالإنجليزية). Dumbarton Oaks. p. 21. ISBN:978-0-88402-214-5.
9. ↑  Bury, John Bagnell (1958). History of the Later Roman Empire from the Death of Theodosius I. to the Death of Justinian (بالإنجليزية). Courier Corporation. p. 471. ISBN:978-0-486-20398-0.
10. ↑  Dodgeon, Michael H.; Lieu, Samuel N. C. (1991). The Roman Eastern Frontier and the Persian Wars Ad 363-628 (بالإنجليزية). Psychology Press. pp. 68–72. ISBN:978-0-415-46530-4.
11. ↑  Greatrex & Lieu 2002، صفحات 69–71.